# Ex Palazzo Inam
L’ex Palazzo Inam, già Benzoni, Vimercati, è un palazzo di Crema.

## Storia
L'edificio risale quanto meno ai primi anni del XVI secolo: Francesco Sforza Benvenuti, infatti, riprendendo lo Zibaldone di Tommaso Ronna, ricordava che in una sala vi era stato dipinto un fregio da Aurelio Buso con corpi d’uomini, di donne, di fanciulli festanti, ed altri ornamenti.
Dallo Stato d’anime del 1596 si rileva la residenza della vedova di Giovan Battista Benzoni, Ardelia Noli, assieme ai figli Pietro, Giulio, Valeria e Annibale. Annibale fu l'unico che si sposò con Caterina Bernardi, i quali ebbero tre figli: l'ultimo, Carlo, morì senza eredi nel 1651, quindi vi subentrarono i Vimercati.
L'ultimo Vimercati a possedere l’edificio fu Agostino che nel 1857 commissionò al capomastro Antonio Crivelli un sostanziale rifacimento della facciata; tuttavia, solo due anni dopo si trasferì nel palazzo acquistato in Contrada di Porta Ripalta, (l'attuale palazzo che ospita l'archivio diocesano).
Lo stabile passò quindi a Cristoforo Agnesi.
Nel 1927 vi fu un nuovo intervento alla facciata, su progetto di Massimo Girbafranti, che le diede caratteri stilistici che si rifanno al Quattrocento.
Nell'anno 1938 il palazzo fu acquistato dall'Istituto Nazionale per l'Assicurazione contro le Malattie (INAM) che lo detenne fino al 1968, quando fu venduto per 39 milioni di lire al Comune di Crema che promosse l'insediamento di una scuola.
Attualmente l'edificio ospita abitazioni ed uffici, nonché la sede del Centro di ricerca documentale "Alfredo Galmozzi".

### Il Centro Ricerca Alfredo Galmozzi
Nel palazzo vi ha sede un'associazione culturale costituitasi nel 1999 per raccogliere e promuovere la ricerca storica, culturale, sociale, socio-economica e politica di Crema e del Cremasco.

### Fondi d'archivio
| Fondo                                                                      | Anni      | Note  |
| -------------------------------------------------------------------------- | --------- | ----- |
| Fondo Alfredo Galmozzi                                                     | 1837-2007 | [ 6 ] |
| Società generale cremasca di mutuo soccorso fra operai ed artisti di Crema | 1916-2009 | [ 6 ] |
| Camera del lavoro di Crema                                                 | 1985-2006 | [ 6 ] |
| Fondo Ferruccio Bianchessi                                                 | 1940-1991 | [ 6 ] |
| Fondo Giuseppe Benzi                                                       | 1944-2000 | [ 6 ] |
| Donazioni e prestiti                                                       | 1871-2009 | [ 7 ] |
| Archivio fotografico (10.285 immagini)                                     | -         | [ 6 ] |

### Persone legate al palazzo
- Emilio Vimercati, durante l’invasione austro-russa tra il 1799 ed il 1800 fu a capo della Regia Delegazione di Polizia[8] con il compito di indagare e inquisire chi aveva precedentemente operato o patteggiato  per il governo della Repubblica cisalpina[9].

### Caratteristiche
Il rifacimento della facciata richiama moduli quattrocenteschi con le finestre riquadrate da cornici in cotto; quelle del primo piano sono dotate da elaborate inferriate, il cui disegno è il medesimo della ringhiera del balcone collocato sopra il portale; questo è in posizione decentrata,  caratterizzato da arco a tutto sesto con cornice in cotto.
Molto articolato l'ultimo piano sottogronda, introdotto da cornice marcapiano: le finestre sono inframezzate da  decorazioni.